# Surpierre
Surpierre är en ort och kommun i distriktet Broye i kantonen Fribourg, Schweiz. Kommunen hade 1 230 invånare (2023).
Den 1 januari 2005 inkorporerades kommunen Praratoud in i Surpierre, den 1 januari 2017 inkorporerades kommunen Villeneuve och den 1 januari 2021 inkorporerades kommunen Cheiry. Kommunen Chapelle hade dessutom uppgått i Cheiry den 1 januari 2005.